# Белолуцкая волость
Белолу́цкая во́лость — историческая административно-территориальная единица Старобельского уезда Харьковской губернии с центром в слободе (ныне посёлке городского типа) Белолуцк.
По состоянию на 1885 год состояла из 9 поселений, 4 сельских общин. Население — 7 984 человек (4 188 мужского пола и 3 796 — женского), 1 156 дворовых хозяйств.
|                        | Площадь, десятин | В том числе пахотной, дес. |
| ---------------------- | ---------------- | -------------------------- |
| Сельских общин         | 16433            | 14623                      |
| Частной собственности  | 379              | 209                        |
| Казенной собственности | 2786             | 2786                       |
| Другой собственности   | 100              | 100                        |
| В целом                | 19698            | 17718                      |

Основные поселения волости по состоянию на 1885 год:
- Белолуцк — бывшая государственная слобода возле реки Айдар в 50 верстах от уездного города, 4 805 человек, 695 дворовых хозяйств, 2 православные церкви, 2 школы, 2 постоялых двора, 3 лавки, базары по воскресеньям, 5 ярмарок в год.
- Можняково — бывшее государственное село у реки Айдар, 1 271 человек, 184 дворовых хозяйства.
- Павленково — бывшее государственное село при реке Белая, 1 119 человек, 163 дворовых хозяйства, лавка.
- Романенково — бывшее государственное село, 572 человек, 70 дворовых хозяйств, православная церковь.

Крупнейшие поселения волости по состоянию на 1914 год:
- слобода Белолуцк — 6 389 жителей;
- село Павленково — 1 581 житель;
- село Можняково — 1 897 жителей.

Старшиной волости был Макар Михайлович Головинский, волостным писарем — Антон Гордеевич Еротский, председателем волостного суда — Захар Спиридонович Леоненко.